# Sönke Siemon

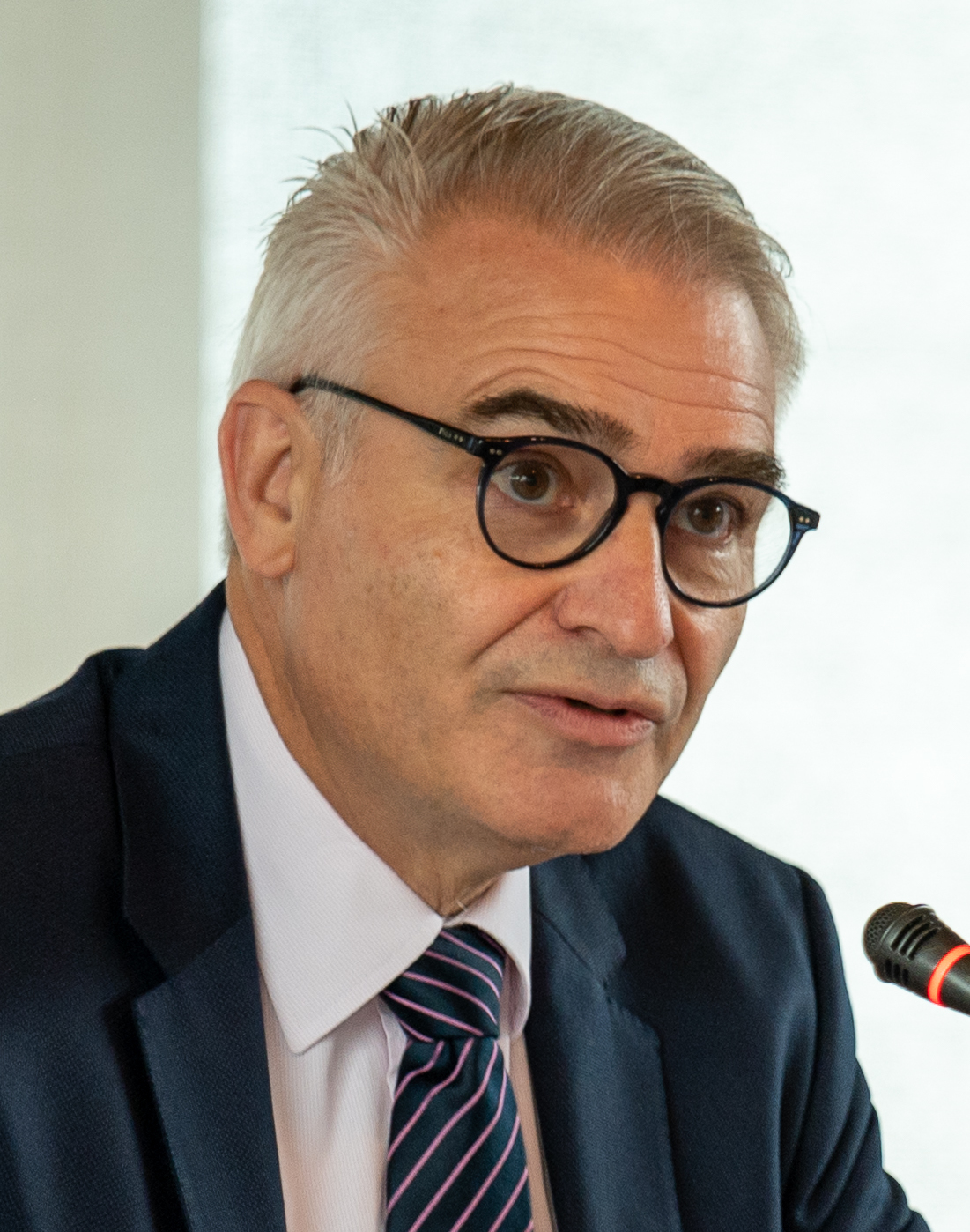
Sönke Siemon (2021)

Sönke Siemon (* 26. Mai 1961 in Kiel) ist ein deutscher Diplomat. Seit 2025 ist er deutscher Botschafter in Sambia. Zuvor war er von 2021 bis 2025 deutscher Botschafter in Senegal.

## Leben
Siemon studierte Anglistik und Geschichtswissenschaften in Kiel und Freiburg im Breisgau. Er ist verheiratet und hat drei Kinder. Er ging 1992 in den Auswärtigen Dienst.

## Laufbahn
Nach dem Vorbereitungsdienst war seine erste berufliche Station im Auswärtigen Amt. Seine erste Auslandsstation war 1996 bis 1999 die Deutsche Botschaft Rom. Anschließend war er bis 2002 Ständiger Vertreter an der Deutschen Botschaft in Cotonou, Benin. Dann kam er für drei Jahre zurück ans Auswärtigen Amt. 2005 bis 2008 wurde Sönke Siemon an die Deutsche Botschaft Washington, D.C. entsandt. Anschließend war er noch einmal im Auswärtigen Amt, zuletzt von 2012 bis 2016 Büroleiter beim Staatsminister im Auswärtigen Amt. 2016 wurde er Ständiger Vertreter an der Deutschen Botschaft in Kairo, Ägypten.
Ab August 2021 war Siemon deutscher Botschafter in Senegal. Als solcher erfolgte zugleich seine Akkreditierung als Botschafter in Gambia und in Guinea-Bissau an der Deutschen Botschaft Dakar.
Im Juli 2025 wurde Siemon deutscher Botschafter in Sambia und Leiter der Botschaft Lusaka. In diesem Amt ist er zugleich Sonderbeauftragter für COMESA.
Siemon ist verheiratet und Vater dreier Kinder.